# Campeonato Europeu de Ciclismo em Pista – Keirin masculino
O Campeonato da Europa de keirin masculino é o campeonato da Europa do keirin organizado anualmente pelo União Europeia de Ciclismo no marco dos campeonatos da Europa de ciclismo em pista elites.

## Palmarés
| Ano                            | Ouro             | Prata              | Bronze           |
| ------------------------------ | ---------------- | ------------------ | ---------------- |
| 2010 Pruszków                  | Jason Kenny      | Matthew Crampton   | Adam Ptacnik     |
| 2011 Apeldoorn                 | Matthew Crampton | Christos Volikakis | François Pervis  |
| 2012 Panevėžys                 | Tobias Wächter   | Joachim Eilers     | Denis Dmitriev   |
| 2013 Apeldoorn                 | Maximilian Levy  | Jason Kenny        | François Pervis  |
| 2014 Bahia-Mahault             | Joachim Eilers   | Matthijs Büchli    | Denis Dmitriev   |
| 2015 Granges                   | Pavel Kelemen    | François Pervis    | Denis Dmitriev   |
| 2016 Saint-Quentin-en-Yvelines | Tomáš Bábek      | Andriy Vynokurov   | Charlie Conord   |
| 2017 Berlim                    | Maximilian Levy  | Shane Perkins      | Andriy Vynokurov |
| 2018 Glasgow                   | Stefan Bötticher | Sébastien Vigier   | Jack Carlin      |
| 2019 Apeldoorn                 | Harrie Lavreysen | Denis Dmitriev     | Matthijs Büchli  |

## Quadro das medalhas
| Ordem | País          | Medalha de ouro | Medalha de prata | Medalha de bronze | Total |
| ----- | ------------- | --------------- | ---------------- | ----------------- | ----- |
| 1     | Alemanha      | 5               | 1                | 0                 | 6     |
| 2     | Reino Unido   | 2               | 2                | 1                 | 5     |
| 3     | Chéquia       | 2               | 0                | 1                 | 3     |
| 4     | Países Baixos | 1               | 1                | 1                 | 3     |
| 5     | França        | 0               | 2                | 3                 | 5     |
| 5     | Rússia        | 0               | 2                | 3                 | 5     |
| 7     | Ucrânia       | 0               | 1                | 1                 | 2     |
| 8     | Grécia        | 0               | 1                | 0                 | 1     |
| Total | Total         | 10              | 10               | 10                | 30    |